# Willey (Herefordshire)
Willey est une paroisse civile du Herefordshire, en Angleterre.